# Bine ai venit în paradis...
Bine ai venit în paradis... a fost lansat pe data de 12 august 1999, prin „Cat Music” / „Media Services”, pe CD și casetă, fiind al patrulea material discografic și al treilea album de studio din cariera celor doi rapperi, Sișu și Puya, uniți în 1996 sub numele de La Familia, după ce activaseră în trupe ca IL-Egal (Sișu) sau Ghetto Birds (Puya), materialele precedente fiind Băieți de cartier (1997), Nicăieri nu-i ca acasă (1998) și maxi-single-ul ce purta controversatul nume Dumnezeu e băiat de cartier (oare?) (1999). Piesele ce au promovat albumul, bineînțeles care au beneficiat și de un videoclip, au fost Probleme de familie, videoclipul piesei care a apărut în același an cu albumul, și Vorbe în colaborare cu Uzzi, instrumentalul versiunii de videoclip fiind complet modificat și apărând după aproximativ un an de la lansarea albumului, totodată acesta promovând și următorul lor material, extended play-ul (E.P.-ul) Ca la noi, pe E.P. apărând sub varianta de videoclip, ambele videoclipuri fiind difuzate la televiziunile cu profil muzical din acea perioadă și nu numai. Pe ambele piese se vorbește despre problemele de cartier, cu care cei doi membri sunt familiarizați, inclusiv pe videoclip piesei Tupeu de borfaș de pe albumul lor precedent.
Bine ai venit in paradis... cuprinde 14 track-uri, dintre care, în premieră, 12 piese și o introducere, excepție făcând Cu fruntea sus (Remix '99). La capitolul colaborări apar nume precum Uzzi de la B.U.G. Mafia (pe Vorbe), Anda Adam (voce de fundal pe remix-ul piesei menționate mai sus, varianta originală apărând pe albumul de debut al trupei), Tataee de la B.U.G. Mafia (pe La început a fost), formația de muzică lăutarească Dan Armeanca (pe piesa ce dă numele albumului), fostă membră a Școlii Vedetelor, Alice Borsuc, ce activa pe atunci în trupa de pop-rock Open (pe Bine ai venit în paradis… și voce de fundal pe piesa Probleme de familie), Pacha Man (pe Nopți albe și Păzește-ți bine târfa), 6ase:6ase și Casino (pe Relatare de la colț de stradă) și membrul de bază al trupei Morometzii, 1-Q Sapro (pe Când o să mor).
Instrumentalele pieselor erau semnate Sișu și Puya, mai puțin Puya e pe scenă (doar Puya). Înregistrările avuseseră loc în studiourile „Magic Sound” și „Midi Sound” (ingineri de sunet fiind Cristi Dobrică, respectiv Andrei Kerestely), mai aducându-și aportul prin interpretări la chitară bas, clape ori chitară diverși oameni de studio ca Cristi „Gopo”, RobertG. și Mălin. Fotografiile efectuate pentru realizarea copertei purtau semnătura lui Cornel Lazia, designul grafic fiind opera lui Alin Surdu. Producător executiv al materialului era La Familia.

## Ordinea pieselor pe disc
Tracklist
| Nr.             | Titlu                                                       | Autor(i)                   | Text                                           | Lungime |  |
| 1.              | „Intro”                                                     | Puya                       | Sișu și Puya                                   | 2:12    |  |
| 2.              | „Vorbe” (feat. Uzzi)                                        | Sișu și Puya               | Puya și Uzzi                                   | 4:12    |  |
| 3.              | „Puya e pe scenă”                                           | Puya                       | Puya                                           | 4:06    |  |
| 4.              | „N-am voie să uit”                                          | Puya și Sișu               | Puya                                           | 4:14    |  |
| 5.              | „Cu fruntea sus” (Remix '99)                                | Sișu și Puya               | Sișu și Puya                                   | 3:38    |  |
| 6.              | „Fă și tu ceva”                                             | Sișu și Puya               | Sișu și Puya                                   | 4:38    |  |
| 7.              | „La început a fost” (feat. Tataee)                          | Sișu, Tataee și Puya       | Sișu, Tataee și Puya                           | 3:47    |  |
| 8.              | „Bine ai venit în paradis...” (feat. Dan Armeanca și Alice) | Dan Armeanca și La Familia | Puya                                           | 4:41    |  |
| 9.              | „E timpul să facem câteva hârtii”                           | Puya și Sișu               | Puya și Sișu                                   | 4:44    |  |
| 10.             | „Nopți albe” (feat. Pacha Man)                              | Sișu                       | Sișu și Pacha Man                              | 4:18    |  |
| 11.             | „Probleme de familie”                                       | Sișu și Puya               | Sișu și Puya                                   | 3:46    |  |
| 12.             | „Păzește-ți bine târfa” (feat. Pacha Man)                   | Sișu și Puya               | Sișu, Pacha Man și Puya                        | 3:58    |  |
| 13.             | „Relatare la colț de stradă” (feat. 6ase:6ase și Casino)    | Sișu și Puya               | 6ase:6ase, Puya, Trăgaci, Pablo, Grasu și Sișu | 3:41    |  |
| 14.             | „Când o să mor” (feat. Sapro)                               | Puya și Sișu               | Puya, Sapro și Sișu                            | 4:06    |  |
| Lungime totală: | Lungime totală:                                             | Lungime totală:            | Lungime totală:                                | 49:01   |  |